# 동시발생 감지
동시발생 감지(同時發生感知, 영어: coincidence detection)는 신경 회로가 시간적으로 가깝지만 공간적으로 분포된 입력 신호의 발생을 감지하여 정보를 인코딩하는 신경 과정이다. 동시발생 감지기는 시간적 지터와 자발적인 활성을 줄여서 신경 정보 처리에 영향을 미치고, 기억 속의 별개의 신경 사건들 간에 가변적인 연관성을 만들어낼 수 있다. 동시발생 감지기에 대한 연구는 뇌의 계산 지도 형성을 이해하는 데 있어 신경과학에 중요한 역할을 했다.

## 같이 보기
- 신경행동학

## 더 읽을거리
- Bender, V. A.; Bender, K. J.; Brasier, D. J.; Feldman, D. E. (2006). “Two Coincidence Detectors for Spike Timing-Dependent Plasticity in Somatosensory Cortex”. 《Journal of Neuroscience》 26 (16): 4166–4177. doi:10.1523/JNEUROSCI.0176-06.2006. PMC 3071735. PMID 16624937.
- Caillard, O.; Ben-Ari, Y.; Gaiarsa, J. L. (1999). “Long-term potentiation of GABAergic synaptic transmission in neonatal rat hippocampus”. 《The Journal of Physiology》 518 (Pt 1): 109–119. doi:10.1111/j.1469-7793.1999.0109r.x. PMC 2269393. PMID 10373693.
- Joris, P. X.; Smith, P. H.; Yin, T. C. (1998). “Coincidence detection in the auditory system: 50 years after Jeffress”. 《Neuron》 21 (6): 1235–1238. doi:10.1016/S0896-6273(00)80643-1. PMID 9883717.
- https://web.archive.org/web/20040519194818/http://bbsonline.cup.cam.ac.uk/Preprints/OldArchive/bbs.neur4.crepel.html